# Gestión de recursos hídricos en el Perú
La gestión de recursos hídricos en el Perú presenta diferentes realidades en sus tres principales zonas geográficas: la costa, la sierra y el Amazonas. La costa, desarrollada y densamente poblada pero seca, posee grandes infraestructuras hidráulicas y un marco institucional viable para la gestión integrada del agua. La sierra, con abundantes recursos hídricos, tiene poca infraestructura, una gran parte de su población es pobre, y sus instituciones para la gestión del agua son generalmente de naturaleza tradicional. La Amazonía Peruana, con la menor densidad de población e infraestructuras del país, cubre la mitad del territorio peruano y da nacimiento al Río Amazonas. 
En la actualidad, el Gobierno está llevando a cabo una importante transformación en la gestión de sus recursos hídricos, centrada anteriormente en el desarrollo de riego en la zona costera. El objetivo es un manejo integrado de los recursos hídricos a nivel de cuenca que incluya a todo el país, no solo la costa. A pesar de los importantes avances, como la reciente creación de una Autoridad Nacional del Agua, todavía persisten varios retos como, por ejemplo:
- aumento del estrés hídrico en la región costera
- falta de capacidad institucional
- deterioro de la calidad del agua
- poca eficiencia del sector riego
- inadecuado abastecimiento de agua potable y saneamiento

## Historia del manejo de los recursos hídricos y desarrollos recientes
Durante el siglo pasado, el gobierno peruano ha sido la máxima autoridad en cuanto al manejo de los recursos hídricos y el principal inversor en infraestructura hidráulica. El desarrollo hidráulico, tradicionalmente se centró en la construcción de infraestructura como presas y regadíos para hacer frente a la creciente demanda de agua de una población y un sector agricultura en expansión, especialmente en la costa. Por ejemplo, en los años 50 y 60, se construyeron en la región norte las presas San Lorenzo y Tinajones, las más grandes del Perú. En los años 70, se continuó con el desarrollo de infraestructura hidráulica en la costa. En las zonas de la sierra y el Amazonas, los recursos hídricos han sido tradicionalmente gestionados mediante asociaciones informales de usuarios, los comités de regantes, que controlan las rudimentarias infraestructuras hidráulicas. El gobierno peruano ha tenido poca presencia en la zona, así como las inversiones estatales o internacionales. 
Así pues, a comienzos del siglo XXI, Perú posee una zona costera con numerosa infraestructura hidráulica controlada por Juntas de Usuarios estructuradas y desarrolladas. En la sierra y el Amazonas, con tierras de cultivos dispersas y de menos de una hectárea, la implantación de Juntas de Usuarios es un proceso aún en vías de implementación. Los comités de regantes siguen siendo un importante actor en la gestión de los recursos hídricos. 
Durante los últimos cinco años, el gobierno peruano ha promovido la modernización del manejo de los recursos hídricos. La Estrategia Nacional para la Gestión de los Recursos Hídricos, actualmente pendiente de aprobación en el Congreso peruano, promueve la creación de un marco institucional y legal único – hasta ahora leyes sectoriales se han encargado de la gestión del agua en su ámbito competencial –, persigue la sostenibilidad financiera de las Juntas de Usuarios para la operación, mantenimiento y desarrollo de infraestructuras, defiende la conservación de ecosistemas acuáticos y contempla medidas para combatir y adaptarse a los impactos del cambio climático. Otros programas como el Programa Subsectorial de Irrigaciones (PSI) o PROFODUA – encargado del registro de los derechos de uso de agua – se están extendiendo actualmente a la Sierra con el objeto de repetir en esta zona el éxito acontecido en la Costa.

## Recursos hídricos

### Recursos de hídricos superficiales y subterráneos

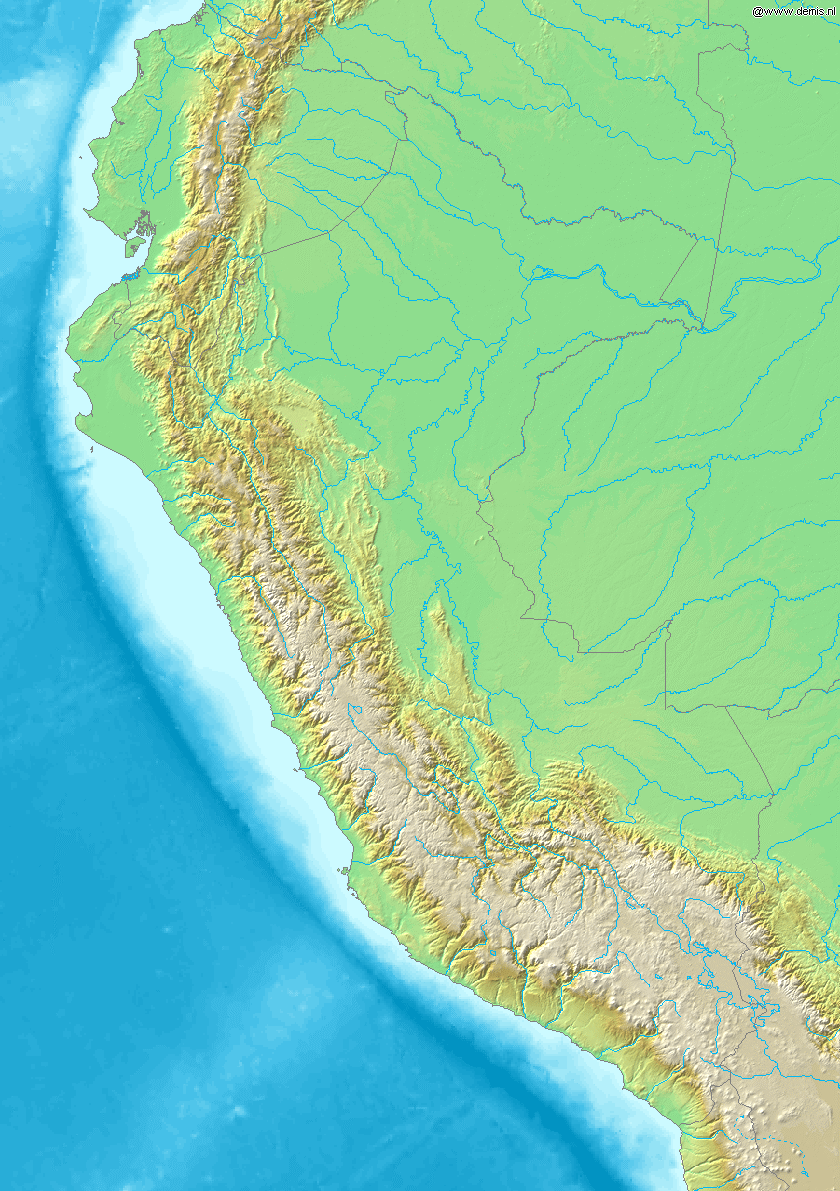
Mapa topográfico del Perú.

Perú dispone de una gran cantidad de recursos hídricos, con 159 cuencas y una disponibilidad per cápita de 68.321 metros cúbicos (m³) en 2006, muy por encima de la media para Sudamérica, 45.399 m³. Según estimaciones de la FAO, el promedio anual a largo plazo de precipitaciones es de 1.738 (m³). Hay una considerable variabilidad estacional en la escorrentía de los ríos, ya que dos tercios se producen entre enero y abril. Además, el Perú concentra el 71% de los glaciares tropicales de los Andes Centrales. Los Andes dividen al Perú en tres cuencas de drenaje naturales: cuenca del Pacífico (279,689 km², cuenca del Atlántico 956 751 km², y cuenca del Lago Titicaca 48,775km².

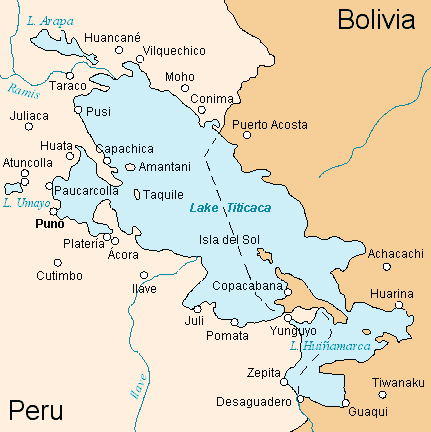
Mapa del Lago Titicaca.

Según datos de INRENA, la cuenca seca del Pacífico, con 37,4 km³ disponibles al año, representa el 1,8% de los recursos hídricos renovable de Perú. Sus 53 ríos, que fluyen hacia el oeste desde los Andes, suministran la mayor parte del agua de la región costera. Sólo cerca del 30% de estos ríos son perennes. Desde 1984 hasta 2000, la disponibilidad promedio del agua disminuyó a 33 millones m³; y desde 2003 hasta 2004, a 20 millones m³. La extracción para agricultura representa 14 millones m³ (o el 80% del uso total del agua) y para el consumo doméstico, 2 millones de m³ (12% del total). La cuenca del Atlántico contiene el 97% de toda el agua disponible y recibe casi 2.000 km³ de precipitaciones al año. La agricultura también representa el 80% del uso del agua mientras que el consumo doméstico es del 14%. La cuenca del Lago Titicaca recibe 10 km³. En esta cuenca, el uso agrícola del agua representa el 66%, mientras que el consumo doméstico es del 30%.
Características clave de las cuencas de drenaje
| Cuenca de drenaje | Población (%) | Disponibilidad de agua (km³) | Disponibilidad de agua per cápita (m³) | Consumo de agua en agricultura (%) |
| ----------------- | ------------- | ---------------------------- | -------------------------------------- | ---------------------------------- |
| Pacífico          | 70            | 37,4                         | 2.027                                  | 53                                 |
| Atlántico         | 26            | 1.998,7                      | 291.703                                | 32                                 |
| Titicaca          | 4             | 10,1                         | 9.715                                  | 13                                 |
| Total             | 100           | 2.046,3                      | 77.534                                 | 98                                 |

Fuente: INEI (2007)
Distintos afluentes externos aportan al río Amazonas, en la cuenca del Atlántico, unos 125 km³ al año. Los principales afluentes son Napo, Tigre, Pastaza, Santiago, Morona, Cenepa y Chinchipe.
El Instituto Nacional de Recursos Naturales INRENA calcula que la cantidad total de aguas subterráneas disponible en la costa es de entre 35 y 40 km³. Hay datos específicos solamente acerca de ocho valles de la costa, con 9 km³ de aguas subterráneas disponibles. Aproximadamente 1.8 km³ se extraen actualmente en la costa. No hay información suficiente sobre la disponibilidad y extracción de aguas subterráneas en las regiones del altiplano y del Amazonas.
Extracción de aguas subterráneas por sector en la costa peruana (5)
| Sector      | Extracción de agua (millones m³) | Extracción de agua (%) |
| ----------- | -------------------------------- | ---------------------- |
| Urbano      | 367,0                            | 19,9                   |
| Agricultura | 911,0                            | 49,5                   |
| Industria   | 553,0                            | 30,1                   |

Fuente: INRENA

### Capacidad de almacenamiento e infraestructura
En 1980, INRENA estableció un inventario de la capacidad de almacenamiento de agua de Perú, incluidos lagos y presas. Perú tiene 12.201 lagos, de los cuales 3.896 se encuentran en la cuenca del Pacífico, 7.441 en la cuenca del Atlántico, 841 en la cuenca del Titicaca y 23 en la cuenca cerrada de Huarmicocha. De los cuales INRENA resgristró que 186 lagos son utilizados con una capacidad total de 3 km³ y 342 lagos con una capacidad total de 3.9 km³ se encuentran sin intervención alguna. En la actualidad, la mayor cantidad de lagos utilizados se encuentran en la cuenca del Pacífico, con 105 lagos y una capacidad total de 1.3 km³, seguido por la cuenca del Atlántico con 76 lagos y una capacidad de 1.6 km³. 
Perú cuenta con 23 reservorios con una capacidad total de 1.9 km³ y tiene las condiciones geográficas suficientes para construir unos 238 reservorios más con una capacidad total de 44 km³. La cuenca del Pacífico cuenta con 21 reservorios con una capacidad total de 1.8 km³; la cuenca del Atlántico tiene 2 reservorios con una capacidad de 0.06 km³. 
Los reservorios más grandes son Poechos con una capacidad de 1 km³, Tinajones con 0.32 km³, San Lorenzo con 0.25 km³ y El Fraile con 0.20 km³; todos en la región costera.

## Calidad del agua
La disminución gradual de la calidad del agua en el Perú se debe a los vertidos sin tratar, especialmente de la industria minera ilegal (pequeña minería) y pasivos ambientales, pero también de municipalidades y agricultura. De los 53 ríos de la zona costera, 16 están parcialmente contaminados con plomo, manganeso y hierro (principalmente por la minería ilegal) y amenazan el regadío y e incrementan el costo del abastecimiento de agua potable de las ciudades costeras. Concretamente, MINAG considera alarmante la calidad de los ríos Moche, Santa, Mantaro, Chillón, Rimac, Tambo y Chili. Además, las 18 instalaciones mineras ubicadas a lo largo el Río Mantaro vierten agua sin tratar en el caudal principal, amenazando el suministro de agua de la planta hidroeléctrica más grande del país. 
Sistemas de riego ineficientes han generado problemas de salinización y drenaje en 300.000 ha de los valles costeros (de una superficie total de regadío de 736.000 hectáreas), poniendo en peligro la productividad de estas tierras. Los problemas de drenaje también afectan a 150.000 ha de la región del Amazonas.
En las zonas del altiplano y del Amazonas, la excesiva deforestación producida por prácticas de agricultura nómada está produciendo erosión y degradación del suelo. En la sierra, entre 55 y 60% de la tierra se ve afectada por este problema lo que aumenta el transporte de sustancias río abajo.

## Manejo de los recursos hídricos por sector

### Agua potable y saneamiento
El consumo doméstico en el Perú representa el 7% de la extracción de agua. El sector de abastecimiento de agua y saneamiento en Perú ha logrado avances considerables en las últimas dos décadas, que incluyen el aumento del acceso al agua del 30% al 62% entre 1980 y 2004. El acceso a saneamiento también aumentó del 9% al 30% desde 1985 hasta 2004. También se ha logrado un progreso en la desinfección del agua potable y del tratamiento de aguas residuales.
A pesar de estos avances, los servicios de abastecimiento de agua y saneamiento en el Perú se caracterizan por una baja cobertura y calidad de servicio, así como por la precaria situación financiera de sus proveedores. Esto, junto con la falta de incentivos para mejorar el manejo del sector, ha reducido las inversiones a un nivel mínimo, que está afectando a la sostenibilidad del sector (véase Agua potable y saneamiento en el Perú).

## Riego y drenaje
Aproximadamente el 80% de la extracción de agua en el Perú se utiliza para el riego; sin embargo, la mayor parte del agua (65%) se pierde debido a la dependencia de sistemas de riego ineficientes (véase Riego en el Perú).

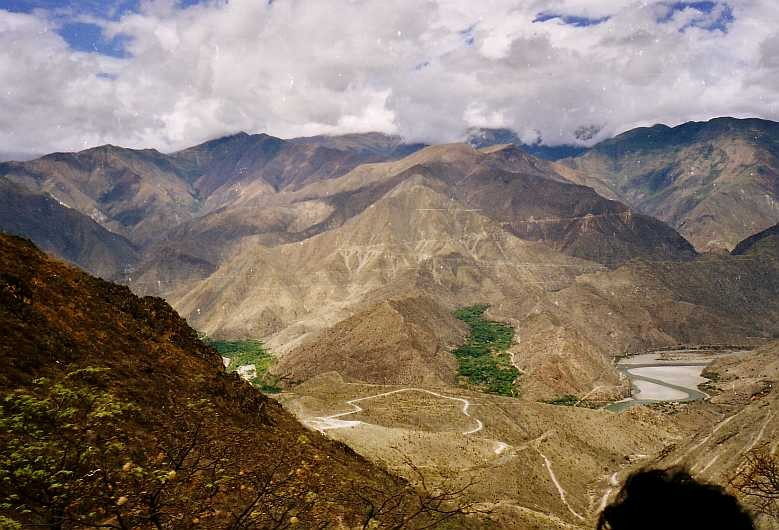
Riego en el Valle del Marañón entre Chachapoyas y Celendín en el norte del Perú.

“Área con infraestructura de riego y áreas de regadío (en miles de hectáreas)”
| Región | Infraestructura (a) | %   | De regadío (b) | %   | (b/a) |
| ------ | ------------------- | --- | -------------- | --- | ----- |
| Costa  | 1.190               | 68  | 736            | 66  | 61    |
| Sierra | 453                 | 26  | 289            | 26  | 63    |
| Selva  | 109                 | 6   | 84             | 8   | 77    |
| Total  | 1.752               | 100 | 1.109          | 100 |       |

Fuente: Portal Agrario (1994)

### Energía hidroeléctrica
En 2006, el 72% de la generación de electricidad total de Perú (27,4 TWh) provenía de las plantas hidroeléctricas, con plantas térmicas convencionales que sólo funcionaban durante períodos de demanda máxima o cuando la producción hidroeléctrica estaba restringida por fenómenos meteorológicos. La energía hidroeléctrica representa el 48% de la capacidad instalada total. La extracción de agua no potable para generación hidroeléctrica representa 11.138 millones m³ al año. La instalación hidroeléctrica más grande del país es la del complejo del Mantaro de 1.008 MW, al sur de Perú, operada por la compañía estatal Electroperú. Las dos plantas hidroeléctricas del complejo generan más de un tercio del suministro eléctrico total de Perú (véase Sector eléctrico en el Perú).

### Ecosistemas acuáticos
En el Perú hay 12201 lagos y lagunas, de los cuales 3896 se encuentran en la cuenca del Pacífico, 7441 en la cuenca del Atlántico, 841 en la cuenca del Titicaca y 23 en el sistema Huarmicocha. También hay aproximadamente 5 millones de ha de pantanos y 4500 ha de manglares. 
Los humedales de Perú cumplen una función importante para las comunidades rurales. Estos humedales son la fuente de proteínas animales y de totora, una planta que se usa en la producción artesanal de botes y elementos flotantes. Los estuarios también son fundamentales para la reproducción de varias especies marinas básicas para la industria pesquera. Otros usos, como producción industrial de algas y turismo de observación de aves, todavía no se han desarrollado completamente. 
En 1996, el gobierno implementó una Estrategia Nacional para la Conservación de Humedales con el objetivo de aumentar la cantidad de manglares, ciénagas, estuarios y lagunas consideradas zonas protegidas. La incertidumbre sobre la titularidad de la tierra, la contaminación industrial, el crecimiento urbano y la deforestación continúan amenazando la integridad de los humedales peruanos. La laguna de Pucchún en Arequipa, de 5.000 ha, ha sido secada completamente con fines agrícolas. Los Pantanos de Villa, ubicados al sur de Lima, se redujeron de las 5.000 ha originales a 300 ha en 1989 como consecuencia del crecimiento urbano de la ciudad de Lima.

## Marco legal e institucional

### Marco legal
El marco que regula los recursos hídricos es Ley de Recursos Hídricos N 29338 cuyos principios son: Valoración del agua y de gestión integrada, prioridad de acceso al agua, participación de la población y cultura, seguridad jurídica, respeto del agua de las comunidades, principio sostenible, descentralización de la gestión pública del agua, carácter precautorio, eficiencia, gestión de cuencas y tutela jurídica. 
La ley establece la existencia del Sistema Nacional de Gestión de Recursos Hídricos, cuyo ente rector es la Autoridad Nacional del Agua. Esteblece los usos que se le puede dar a los recursos hídricos, los derechos y licencias de uso, la protección del agua, los regímenes económicos, la planificación del uso, la infraestructura hidráulica, normatividad sobre el agua subterránea, las aguas amazónicas, los fenómenos naturales, finalmente, las infracciones y sanciones. El reglamento de la ley se puede encontrar aquí: Reglamento de la Ley 29338
Bajo Decreto Supremo N 002-2008-MINAM se especifican los Estándares de Calidad Ambiental para Agua
La Ley General de Aguas 17752, del año 1969, estableció el marco legal e institucional para el manejo de los recursos hídricos en el Perú. Hoy resulta obsoleto y presenta considerables obstáculos para llevar adelante un manejo integrado, sostenible y efectivo de recursos ya que no reconoce la naturaleza multisectorial del agua, las cuencas como unidad geográfica para el manejo de los recursos hídricos ni al agua como un bien económico. La Ley General de Aguas establece lo siguiente: (i) el gobierno nacional es el único propietario y responsable de la gestión de los recursos hídricos; (ii) la autoridad nacional del agua es el Ministerio de Agricultura (MINAG); órgano al que la recientemente creada Autoridad Nacional de Aguas (ANA) rinde cuentas; (iii) el Administrador Técnico de Distrito de Riego (ATDR) es la autoridad a nivel de distrito, y las Autoridades de Cuenca Hidrográfica, a nivel de cuencas y (iv) el Ministerio de Salud es el responsable de la calidad del agua. 
Desde 1993 hasta 2003, el gobierno peruano aprobó una serie de leyes sectoriales para regular el uso del agua a través de diferentes acciones, como la Ley de Promoción de las Inversiones en el Sector Agrario (Dec. Leg. 653), Ley de Promoción de las Inversiones en el Sector Pesquero (DL 750), Ley General de Hidrocarburos (DL 26221), Ley General de Minería (DS 014-92-EM), Ley de Concesiones Eléctricas (DL 25844) y Ley General de Turismo (Ley N.º 24027). 
En los últimos cinco años, ha habido un profundo cambio en el marco institucional peruano con la aprobación de la Ley de Descentralización, la Ley Orgánica de Gobiernos Regionales y la Ley Orgánica de Municipalidades. En 2003, con la creación oficial de gobiernos regionales, el gobierno nacional comenzó a transferir poder a los departamentos, lo que no incluye competencias en gestión del agua, sólo participación. 
Un borrador de la Estrategia Nacional para la Gestión Integrada de los Recursos Hídricos reconocerá la naturaleza multisectorial del agua e implementará el marco institucional y legal adecuado para realizar un manejo integrado de los recursos hídricos. Esta legislación se encuentra actualmente a la espera de aprobación por la Comisión Agraria del Congreso peruano.

### Organización institucional
El marco institucional del manejo de los recursos hídricos a nivel nacional está fragmentado. El principal organismo responsable del manejo de los recursos hídricos a nivel nacional es el Ministerio de Agricultura (MINAG). En 2008, el gobierno peruano creó la Autoridad Nacional del Agua, organismo adscrito al MINAG, absorbiendo la Intendencia de Recursos Hídricos, que se encontraba previamente bajo el control del INRENA. La Autoridad Nacional del Agua (ANA) es responsable del diseño y puesta en marcha a escala nacional de las políticas sobre recursos hídricos sostenibles y riego.
Otros ministerios tienen injerencias sectoriales sobre el manejo de los recursos hídricos: Agricultura por el riego, Vivienda, Construcción y Saneamiento por el uso del agua para consumo doméstico, Salud por la calidad del agua, Comercio y Turismo por las aguas termales y minerales, Energía y Minas por la energía hidroeléctrica y el funcionamiento de minas, el Consejo de Ministros por las políticas sobre el medio ambiente, tarifas de energía y agua y regulación de servicios, y Defensa por la información hidroclimática.
Los gobiernos regionales no son responsables del manejo del agua. Esto representa un desafío para la Gestión Integrada de Recursos Hídricos (GIRH) a nivel de cuenca, ya que los límites administrativos de las regiones no coinciden necesariamente con los de las cuencas fluviales. Un obstáculo adicional es que los gobiernos regionales son jóvenes – creados en 2003 – y carecen de la capacidad técnica y de los recursos humanos necesarios para realizar la gestión integrada de recursos hídricos. 
La Administración Técnica de Distrito de Riego (ATDR), hoy Autoridad Local del Agua (ALA), es la autoridad encargada de gestionar el agua, de garantizar los derechos sobre el agua y de distribuir agua entre distintos usuarios. Las ATDRs tienen una mayor presencia e importancia en la zona costera.
Finalmente, otros actores que estuvieron involucrados en el manejo de los recursos hídricos a nivel local fueron: (i) cuatro Autoridades Autónomas de Cuencas Hidrográficas (Jequetepeque, Chira-Piura-Chancay-Lambayeque y Chillón-Rimac-Lurín y Santa), (ii) ocho oficinas locales de la Dirección General de Salud Ambiental (DIGESA) encargadas de la calidad del agua y (iii) las Juntas de Usuarios de Agua, son asociaciones privadas, con financiamiento público, responsables de la operación y el mantenimiento de infraestructuras menores de riego.

### Estrategia del gobierno
En 2004, el gobierno peruano propuso una Estrategia Nacional para la Gestión de Recursos Hídricos, que actualmente se está debatiendo y se encuentra pendiente de aprobación. Los principales objetivos son: 
- Renovación institucional y un marco legal definido para incluir: (i) una resolución de las disparidades entre la Ley General de Aguas y la Ley de Recursos Naturales y transferir la operación y funcionamiento de los sistemas de riego a las Autoridades de Cuencas Hídricas, promover la participación en los procesos de toma de decisiones y (ii) estrategias de desarrollo institucional que formalicen los derechos sobre el agua y de contaminación y establezcan un sistema abarcador de tarifas para cubrir las actividades de operación y mantenimiento.
- Manejo integrado de los recursos hídricos enfocando tanto el abastecimiento como la demanda de agua, considerando los factores ambientales, sociales y económicos. Incluye un plan para modernizar la infraestructura de riego existente de Perú con el objetivo de elevar la eficacia general de los sistemas de riego del 35% al 45 o 50%.
- Mayor calidad de los recursos hídricos con una iniciativa de conservación de los recursos hídricos río arriba para disminuir la sedimentación; crea una autoridad de control de contaminación para supervisar los vertidos agrícolas e industriales, promueve el reciclado del agua y mejora el drenaje costero y los problemas de salinidad.
- Gestión y mitigación de desastres que incluye supervisión consistente del clima, reforestación en zonas estratégicas río arriba, canalizado de agua y mejora de planificación urbana para evitar asentamientos en áreas de alto riesgo.
- Capacitación y cultura del agua y programas educativos para alumnos desde preescolar hasta nivel universitario sobre el valor económico, social y medioambiental de los recursos hídricos.
- Sistema de información sobre recursos hídricos que fortalezcan las redes que controlan la calidad y cantidad del agua, que pongan a disposición del público información precisa. (Véase Estrategia Nacional para la Gestión de los Recursos Hídricos (enlace roto disponible en Internet Archive; véase el historial, la primera versión y la última).)

CEPLAN por su parte propone como dentro de sus lineamientos 2011-2021: "Transformar las cuencas y microcuencas en unidades de gestión como medio para
lograr la descentralización económica y el desarrollo sustentable", "Promover la eficiencia en el uso del agua, bajo un enfoque de manejo integrado
de cuencas, mediante la inversión en infraestructura de almacenamiento, en riego
tecnificado y en la reutilización de aguas residuales", "Regular la calidad ambiental, dando especial atención al agua, el aire y los residuos
sólidos, así como el aprovechamiento sostenible de los recursos naturales,
supervisando y fiscalizando el estricto cumplimiento de la normativa, con el fin de
proteger la salud de las personas y los ecosistemas", "Promover la inversión pública y privada para ampliar el acceso de la población
urbana y rural a los servicios de agua y desagüe", "Alcanzar el acceso universal a servicios básicos de calidad —educación, salud, agua y
desagüe, electricidad, internet y otros— y la existencia de iguales oportunidades para
que todos puedan desarrollar su máximo potencial como seres humanos", "Descentralizar los servicios de salud y garantizar el acceso universal a la atención
de salud y la seguridad social, y a los servicios de agua potable y saneamiento
básico", "Promover la eficiencia en el uso del agua, bajo un enfoque de manejo integrado
de cuencas, mediante la inversión en infraestructura de almacenamiento, en riego
tecnificado y en la reutilización de aguas residuales". Asimismo propone un tratamiento al 100% de aguas servidas en zonas urbanas, un acceso al agua potable del 85% de la población total, y alcantarillado de 70% de la población total.

### Acuerdos internacionales
El Tratado de Cooperación Amazónica, firmado en 1978 por Bolivia, Brasil, Colombia, Ecuador, Guyana, Perú, Surinam y Venezuela, tiene como objetivo la promoción del uso sostenible de los recursos naturales, incluida el agua, en la cuenca amazónica.
El 25 de junio de 2005, después de la aprobación de un subsidio de 700.000 US$ por parte del Fondo para el Medio Ambiente Mundial, la Organización del Tratado de Cooperación Amazónica, la Secretaría General de la Organización de Estados Americanos y el Programa de las Naciones Unidas para el Desarrollo acordaron la firma del Proyecto Manejo Integrado y Sostenible de los Recursos Hídricos Transfronterizos en la Cuenca del Río Amazonas considerando la variabilidad climática y el cambio climático. El proyecto aspira a fortalecer el marco institucional para planificar y ejecutar, de forma coordinada y coherente, actividades para la protección y gestión sostenible de los recursos hídricos en la cuenca del Río Amazonas frente al impacto causado por la acción del hombre y por los cambios climáticos que se producen actualmente en la cuenca.

## Precio del agua y tasas de cobro
El MINAG establece anualmente las tarifas del agua superficial para uso agrario y no agrario. No existen tarifas por la utilización del agua subterránea. 
Las tarifas de agua para uso no agrario se calculan e imponen anualmente a través de un método que actualmente no está reflejado en la regulación de tarifas sobre el agua. Existen tres categorías de tarifas de agua (mínima, media y máxima) según la escasez relativa de agua en cada distrito de riego. Las tarifas de agua en el Perú son un poco bajas en comparación con otros países latinoamericanos. Las facturas de agua muchas veces no se abonan. (Véase Abastecimiento de agua y saneamiento en el Perú) 
En la práctica, las Juntas de Usuarios de Agua establecen sus propias tarifas para riego en función de acuerdos con su órgano de gobierno; estas tasas son previamente aprobadas por la ATDR. Muy pocas veces se mide el agua y por lo tanto los costos, en su mayoría, se calculan en función de las hectáreas y los tipos de cultivos en lugar del volumen de agua utilizado. Las tarifas fluctúan entre los 2,2 y los 25,55 US$ por ha, y las tasas de cobro varían entre el 10% en el Amazonas y el 68% en la región de la costa. Los agricultores contribuyen con pagos en efectivo por la tarifa de agua y también en especie, con trabajo o materiales, siguiendo prácticas ancestrales. (Véase Riego en el Perú)

## Riesgos relacionados con el agua
La región al pie de la cordillera y la costa peruana son proclives a inundaciones y aluviones de barro devastadores, principalmente debido a las fuertes precipitaciones en las degradadas cuencas altas; mientras que el sur del país es propenso a las sequías. Además de las causas naturales, como la Oscilación del Sur El Niño, los efectos de las sequías e inundaciones han sido agravados por la intervención del hombre, incluida la erosión el suelo originada por prácticas poco eficaces de cultivo y pastoreo, deforestación y malas prácticas de uso de la tierra.
El Niño golpea Perú en cadencias de entre tres y ocho años aproximadamente y consiste en fuertes vientos y lluvias que provocan inundaciones y avalanchas de barro devastadoras. En 1997-1998, los costos por los daños alcanzaron los 2 mil millones US$. Las sequías afectan gravemente a la costa sur, generando pérdidas en agricultura como limitaciones en el consumo de agua potable. 
Las leyes y medidas preventivas (relacionadas con la zonificación, deforestación, etc.) no se aplican y no existe una red de sistemas de alerta anticipada confiable. Como consecuencia, aumentan los impactos negativos como consecuencia de sequías e inundaciones en las diferentes regiones, con un impacto cada vez mayor sobre la economía de Perú.

## Posibles impactos del cambio climático

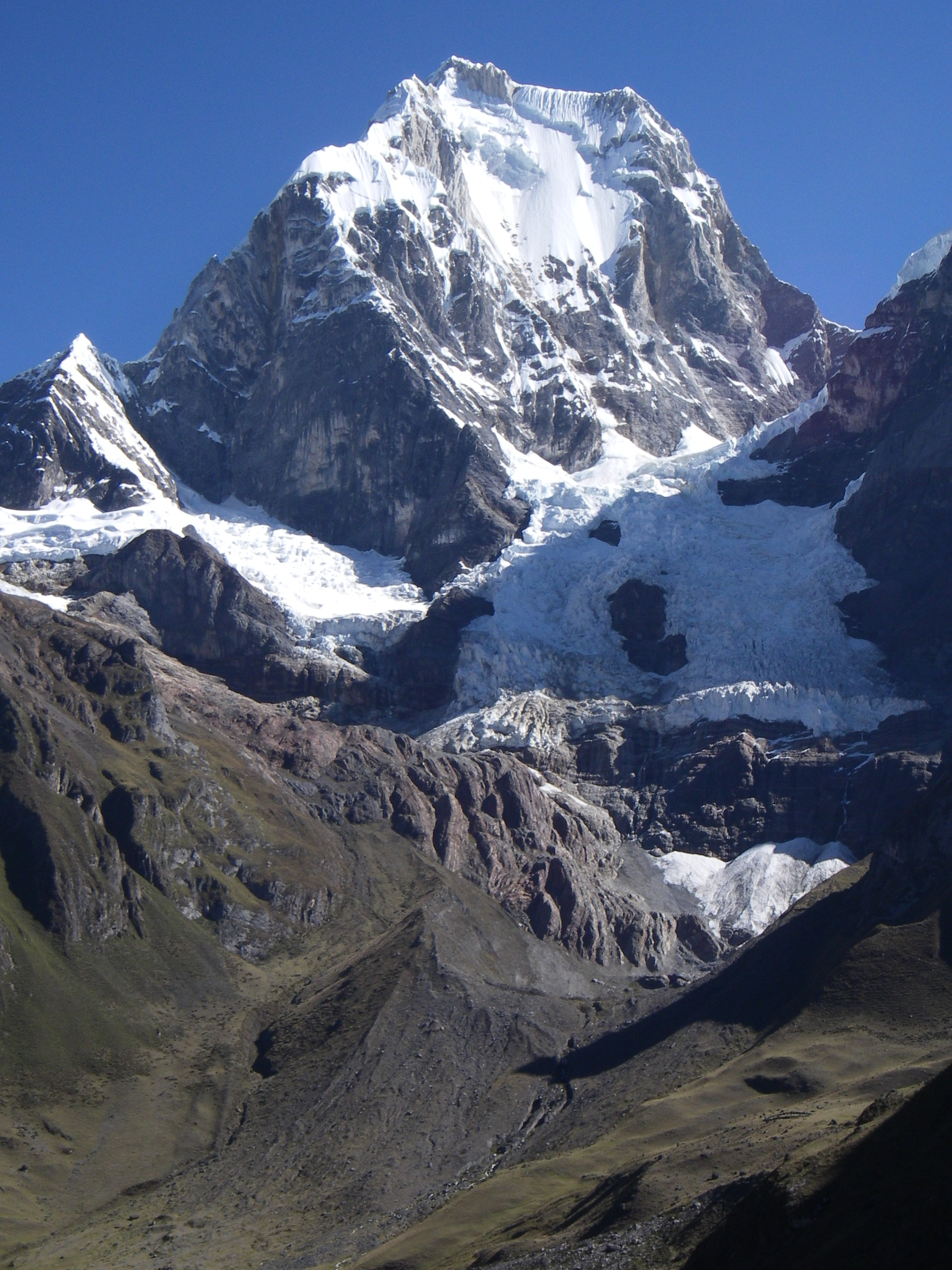
Yerupajá.

Los efectos del cambio climático en el Perú pueden verse en las condiciones atmosféricas más extremas tales como sequías e inundaciones, Oscilación del Sur El Niño, y el retroceso de los glaciares andinos. 
Aun falta una evaluación exhaustiva de los impactos netos sobre los recursos hídricos de Perú. Los impactos relacionados con el cambio climático en el Perú incluyen el deterioro de cuencas y agotamiento de la capacidad de recarga hídrica, mayor probabilidad de incendios repentinos y cambios bióticos en los niveles y composición de los ecosistemas, que afectan a su capacidad de almacenamiento de agua. Los efectos y consecuencias pueden ser diferentes en la etapa inicial y final del retroceso de los glaciares y puede diferir según la ubicación. (Véase Impacts of Glacier Retreat in the Andes:Documentary). 
Los ecosistemas de las altas montañas, incluidos los páramos (humedales únicos en los Andes del norte) y los terrenos nevados, se encuentran entre los entornos más sensibles al cambio climático. Estos ecosistemas tienen una flora endémica única y brindan numerosos bienes y servicios de gran valor para el ambiente. Aunque se ha avanzado considerablemente en el conocimiento del retroceso de los glaciares y sus consecuencias, los efectos del cambio climático pueden tener un impacto negativo sobre el funcionamiento de los páramos. Entre 1970 y 2006, el Perú y Bolivia han perdido la tercera parte de sus glaciares.
Datos recopilados recientemente sugieren que los impactos climáticos ya han alterado los patrones de circulación responsables de la producción y movimiento del vapor de agua en la región. Estos impactantes cambios probablemente hayan contribuido a la desaparición de cuerpos de agua a gran altura, así como a la mayor frecuencia de incendios, de origen natural o inducidos por el hombre, en las montañas.

## Programas e iniciativas en curso
El gobierno actual busca la desalinización como una prioridad nacional para adaptarse a la disminución en la disponibilidad de agua cuyo efecto será más severo si el impacto del cambio climático es considerado. El estado Peruano está planificando una inversión de 1.500 millones de dólares para construir dos plantas para desalinización en la costa de Lima para abastecer de agua a 1,5 millones de personas.
En 1997, el Banco Mundial contribuyó con 85 millones de dólares, de un total de 172,4 millones de dólares, en el Proyecto Subsectorial de Irrigaciones (Programa Subsectorial de Irrigación) que se centró en determinadas zonas de la costa. El proyecto incluía componentes para la rehabilitación de infraestructura mayor y la modernización y tecnificación de los sistemas de riego; para el fortalecimiento de las capacidades de gestión de las juntas de asuarios —especialmente de la sostenibilidad financiera mediante la recaudación de las tarifas de riego—, y de los agricultores —centrándose en estrategias de marketing—. Es igualmente un componente importante de PSI, la formalización y registro de derechos de uso de agua lo que se considera atrajo inversión privada nacional e internacional. El éxito de PSI provocó la extensión del mismo a toda la costa, mediante PSI II (en la que el Banco Mundial contribuyó 10 millones de dólares de un total de 22). En estos momentos se está estudiando la ampliación de PSI a la Sierra. 
El Proyecto Nacional para la Modernización de la Gestión de Recursos Hídricos (10 millones de dólares) está destinado a fortalecer la capacidad institucional para la gestión integrada de recursos hídricos a nivel nacional y en tres cuencas fluviales (Chancay-Lambayeque, Ica y Chili).
La segunda fase del proyecto de investigación y extensión agrícola (69 millones de dólares) tiene como objetivo la adopción de prácticas agrícolas sostenibles en cuencas que dependen de los glaciares. 
En junio de 2007, el Consejo del Fondo para el Medio Ambiente Mundial (FMAM) aprobó el Proyecto de Regional Adaptación al Rápido Retroceso de los Glaciares en los Andes Tropicales (Bolivia, Ecuador y Perú). Este proyecto tiene el propósito de implementar medidas de adaptación para las consecuencias anticipadas del catastrófico retroceso de los glaciares inducido por el cambio climático. 
En junio de 2007, el Banco Interamericano de Desarrollo (BID) aprobó 200 millones de dólares para un programa de reforma de los recursos hídricos (PRRH) que incluiría las estructuras hidráulicas y reformas institucionales y legales. En agosto de 2007, el BID aprobó 5 millones de dólares adicionales para apoyar los esfuerzos de desarrollo de la capacidad contenidos en el PRRH. El BID también está implementando un plan de manejo de los recursos hídricos para las cuencas de los ríos peruanos Maschón y Chonta. El objetivo de esta subvención de 1,2 millones US$ es definir las medidas adecuadas para mejorar la gestión integrada de los recursos hídricos.